# Liste der Nummer-eins-Hits in Norwegen (2019)
Diese Liste der Nummer-eins-Hits basiert auf der offiziellen norwegischen VG-Lista (Top 40 Singles und Alben) im Jahr 2019, veröffentlicht durch IFPI Norwegen.

## Singles
| ← 2018 ← | Liste der Nummer-eins-Hits in Norwegen | Liste der Nummer-eins-Hits in Norwegen                    | Liste der Nummer-eins-Hits in Norwegen | 2020 →                    |
| \| Zeitraum \| Wo. ges. \| Interpret \| Titel Autor(en) \| Zusätzliche Informationen \| \| (Zeitraum, Wochen auf Platz eins, Interpret, Titel, Autor[en], zusätzliche Informationen) \| \| \| \| \| \| ----------------------------------------------------------------------------------------- \| -------- \| --------------------------------------------------------- \| --------------------------------------------------------------------------------------------------------------------------------------------------------------------------------------------------------------- \| ------------------------- \| \| 1. Woche 1 Woche (insgesamt 7) \| 7 \| Ava Max \| Sweet but Psycho Andreas Andresen Haukeland, Amanda Koci, William Ernest Lobban Bean, Madison Emiko Love, Henry Russell Walter \| – \| \| 2.–3. Woche 2 Wochen \| 2 \| Post Malone \| Wow. Austin Richard Post, Carl Austin Rosen, Louis Russell Bell, Adam King Feeney, William Thomas Walsh, Marcantoine Walters \| – \| \| 4.–8. Woche 5 Wochen \| 5 \| Ariana Grande \| 7 Rings Taylor Monet Parks, Ariana Grande, Richard Rodgers, Oscar Hammerstein II, Kimberly Anne Krysiuk, Victoria Monét McCants, Njomza Vitia, Charles Michael Anderson, Thomas Lee Brown, Michael David Foster \| – \| \| 9. Woche 1 Woche \| 1 \| Lady Gaga & Bradley Cooper \| Shallow Stefani Joanne Angelina Germanotta, Mark Daniel Ronson, Andrew Wyatt Blakemore, Anthony Rossomando \| – \| \| 10.–13. Woche 4 Wochen \| 4 \| Nicolay Ramm / Nicolay Ramm mit Norwegian Radio Orchestra \| Raske briller / Raske briller (Opera Version) Anders Stien Nilsen, Nicolay Andre Ramm \| – \| \| 14. Woche 1 Woche \| 1 \| Billie Eilish \| Bad Guy Finneas Baird O’Connell, Billie Eilish O’Connell \| – \| \| 15.–19. Woche 5 Wochen (insgesamt 8) \| 8 \| Lil Nas X \| Old Town Road Michael Trent Reznor, Montero Lamar Hill, Atticus Matthew Cowper Ross, Kiowa Roukema \| – \| \| 20. Woche 1 Woche \| 1 \| Ed Sheeran & Justin Bieber \| I Don’t Care Jason Boyd, Martin Karl Sandberg, Johan Karl Schuster, Justin Drew Bieber, Frederick John Philip Gibson, Edward Christopher Sheeran \| – \| \| 21. Woche 1 Woche \| 1 \| KEiiNO \| Spirit in the Sky Alexandra Rotan, Tom Hugo Hermansen, Fred-René Øvergård Buljo, Alexander Nyborg Olsson, Henrik Joonas Juhani Tala, Rüdiger Matthias Volker Schramm, Josefin Sjöström \| – \| \| 22. Woche 1 Woche (insgesamt 8) \| 8 \| Lil Nas X \| Old Town Road Michael Trent Reznor, Montero Lamar Hill, Atticus Matthew Cowper Ross, Kiowa Roukema \| – \| \| 23. Woche 1 Woche \| 1 \| Tix \| Jeg vil ikke leve Andreas Andresen Haukeland, Martin Lars Konrad Tjärnberg \| – \| \| 24.–25. Woche 2 Wochen (insgesamt 8) \| 8 \| Lil Nas X \| Old Town Road Michael Trent Reznor, Montero Lamar Hill, Atticus Matthew Cowper Ross, Kiowa Roukema \| – \| \| 26.–30. Woche 5 Wochen \| 5 \| Shawn Mendes & Camila Cabello \| Señorita Andrew Wotman, Charlotte Emma Aitchison, Karla Camila Cabello Estrabao, Magnus August Høiberg, Benjamin Joseph Levin, Shawn Peter Raul Mendes, Jack Robert Patterson, Alexandra Leah Tamposi \| – \| \| 31.–46. Woche 16 Wochen (insgesamt 17) \| 17 \| Tones and I \| Dance Monkey Toni Elizabeth Watson \| – \| \| 47. Woche 1 Woche \| 1 \| Billie Eilish \| Everything I Wanted Finneas Baird O’Connell, Billie Eilish O’Connell \| – \| \| 48. Woche 1 Woche (insgesamt 17) \| 17 \| Tones and I \| Dance Monkey Toni Elizabeth Watson \| – \| \| 49.–52. Woche 4 Wochen (insgesamt 9) \| 9 \| Mariah Carey \| All I Want for Christmas Is You Walter N. Afanasieff, Mariah Carey \| – \| |                                        |                                                           | |                           |
| ← 2018 |                                        |                                                           | | → 2020 →                  |
| Zeitraum | Wo. ges.                               | Interpret                                                 | Titel Autor(en) | Zusätzliche Informationen |
| (Zeitraum, Wochen auf Platz eins, Interpret, Titel, Autor[en], zusätzliche Informationen) |                                        |                                                           | |                           |
| 1. Woche 1 Woche (insgesamt 7) | 7                                      | Ava Max                                                   | Sweet but Psycho Andreas Andresen Haukeland, Amanda Koci, William Ernest Lobban Bean, Madison Emiko Love, Henry Russell Walter                                                                                  | –                         |
| 2.–3. Woche 2 Wochen | 2                                      | Post Malone                                               | Wow. Austin Richard Post, Carl Austin Rosen, Louis Russell Bell, Adam King Feeney, William Thomas Walsh, Marcantoine Walters                                                                                    | –                         |
| 4.–8. Woche 5 Wochen | 5                                      | Ariana Grande                                             | 7 Rings Taylor Monet Parks, Ariana Grande, Richard Rodgers, Oscar Hammerstein II, Kimberly Anne Krysiuk, Victoria Monét McCants, Njomza Vitia, Charles Michael Anderson, Thomas Lee Brown, Michael David Foster | –                         |
| 9. Woche 1 Woche | 1                                      | Lady Gaga & Bradley Cooper                                | Shallow Stefani Joanne Angelina Germanotta, Mark Daniel Ronson, Andrew Wyatt Blakemore, Anthony Rossomando | –                         |
| 10.–13. Woche 4 Wochen | 4                                      | Nicolay Ramm / Nicolay Ramm mit Norwegian Radio Orchestra | Raske briller / Raske briller (Opera Version) Anders Stien Nilsen, Nicolay Andre Ramm | –                         |
| 14. Woche 1 Woche | 1                                      | Billie Eilish                                             | Bad Guy Finneas Baird O’Connell, Billie Eilish O’Connell | –                         |
| 15.–19. Woche 5 Wochen (insgesamt 8) | 8                                      | Lil Nas X                                                 | Old Town Road Michael Trent Reznor, Montero Lamar Hill, Atticus Matthew Cowper Ross, Kiowa Roukema | –                         |
| 20. Woche 1 Woche | 1                                      | Ed Sheeran & Justin Bieber                                | I Don’t Care Jason Boyd, Martin Karl Sandberg, Johan Karl Schuster, Justin Drew Bieber, Frederick John Philip Gibson, Edward Christopher Sheeran                                                                | –                         |
| 21. Woche 1 Woche | 1                                      | KEiiNO                                                    | Spirit in the Sky Alexandra Rotan, Tom Hugo Hermansen, Fred-René Øvergård Buljo, Alexander Nyborg Olsson, Henrik Joonas Juhani Tala, Rüdiger Matthias Volker Schramm, Josefin Sjöström                          | –                         |
| 22. Woche 1 Woche (insgesamt 8) | 8                                      | Lil Nas X                                                 | Old Town Road Michael Trent Reznor, Montero Lamar Hill, Atticus Matthew Cowper Ross, Kiowa Roukema | –                         |
| 23. Woche 1 Woche | 1                                      | Tix                                                       | Jeg vil ikke leve Andreas Andresen Haukeland, Martin Lars Konrad Tjärnberg | –                         |
| 24.–25. Woche 2 Wochen (insgesamt 8) | 8                                      | Lil Nas X                                                 | Old Town Road Michael Trent Reznor, Montero Lamar Hill, Atticus Matthew Cowper Ross, Kiowa Roukema | –                         |
| 26.–30. Woche 5 Wochen | 5                                      | Shawn Mendes & Camila Cabello                             | Señorita Andrew Wotman, Charlotte Emma Aitchison, Karla Camila Cabello Estrabao, Magnus August Høiberg, Benjamin Joseph Levin, Shawn Peter Raul Mendes, Jack Robert Patterson, Alexandra Leah Tamposi           | –                         |
| 31.–46. Woche 16 Wochen (insgesamt 17) | 17                                     | Tones and I                                               | Dance Monkey Toni Elizabeth Watson | –                         |
| 47. Woche 1 Woche | 1                                      | Billie Eilish                                             | Everything I Wanted Finneas Baird O’Connell, Billie Eilish O’Connell | –                         |
| 48. Woche 1 Woche (insgesamt 17) | 17                                     | Tones and I                                               | Dance Monkey Toni Elizabeth Watson | –                         |
| 49.–52. Woche 4 Wochen (insgesamt 9) | 9                                      | Mariah Carey                                              | All I Want for Christmas Is You Walter N. Afanasieff, Mariah Carey | –                         |

## Alben
| ← 2018 ← | Liste der Nummer-eins-Hits in Norwegen | Liste der Nummer-eins-Hits in Norwegen | Liste der Nummer-eins-Hits in Norwegen   | 2020 →                    |
| \| Zeitraum \| Wo. ges. \| Interpret \| Titel \| Zusätzliche Informationen \| \| (Zeitraum, Wochen auf Platz eins, Interpret, Titel, zusätzliche Informationen) \| \| \| \| \| \| ------------------------------------------------------------------------------ \| -------- \| -------------------------- \| ---------------------------------------- \| ------------------------- \| \| 1.–6. Woche 6 Wochen \| 6 \| Alan Walker \| Different World \| – \| \| 7.–10. Woche 4 Wochen \| 4 \| Ariana Grande \| Thank U, Next \| – \| \| 11. Woche 1 Woche \| 1 \| Sigrid \| Sucker Punch \| – \| \| 12.–13. Woche 2 Wochen (insgesamt 6) \| 6 \| Lady Gaga & Bradley Cooper \| A Star Is Born \| – \| \| 14.–20. Woche 7 Wochen (insgesamt 13) \| 13 \| Billie Eilish \| When We All Fall Asleep, Where Do We Go? \| – \| \| 21. Woche 1 Woche \| 1 \| Rammstein \| Unbetitelt \| – \| \| 22.–23. Woche 2 Wochen (insgesamt 13) \| 13 \| Billie Eilish \| When We All Fall Asleep, Where Do We Go? \| – \| \| 24. Woche 1 Woche \| 1 \| Avicii \| Tim \| – \| \| 25. Woche 1 Woche \| 1 \| Bruce Springsteen \| Western Stars \| – \| \| 26.–28. Woche 3 Wochen (insgesamt 13) \| 13 \| Billie Eilish \| When We All Fall Asleep, Where Do We Go? \| – \| \| 29.–34. Woche 6 Wochen \| 6 \| Ed Sheeran \| No.6 Collaborations Project \| – \| \| 35. Woche 1 Woche \| 1 \| Taylor Swift \| Lover \| – \| \| 36. Woche 1 Woche \| 1 \| Tool \| Fear Inoculum \| – \| \| 37.–43. Woche 7 Wochen (insgesamt 10) \| 10 \| Post Malone \| Hollywood’s Bleeding \| – \| \| 44. Woche 1 Woche \| 1 \| Kanye West \| Jesus Is King \| – \| \| 45.–47. Woche 3 Wochen (insgesamt 10) \| 10 \| Post Malone \| Hollywood’s Bleeding \| – \| \| 48. Woche 1 Woche \| 1 \| Coldplay \| Everyday Life \| – \| \| 49.–52. Woche 4 Wochen (insgesamt 29) \| 29 \| Kurt Nilsen & KORK \| Have Yourself a Merry Little Christmas \| – \| |                                        |                                        |                                          |                           |
| ← 2018 |                                        |                                        |                                          | → 2020 →                  |
| Zeitraum | Wo. ges.                               | Interpret                              | Titel                                    | Zusätzliche Informationen |
| (Zeitraum, Wochen auf Platz eins, Interpret, Titel, zusätzliche Informationen) |                                        |                                        |                                          |                           |
| 1.–6. Woche 6 Wochen | 6                                      | Alan Walker                            | Different World                          | –                         |
| 7.–10. Woche 4 Wochen | 4                                      | Ariana Grande                          | Thank U, Next                            | –                         |
| 11. Woche 1 Woche | 1                                      | Sigrid                                 | Sucker Punch                             | –                         |
| 12.–13. Woche 2 Wochen (insgesamt 6) | 6                                      | Lady Gaga & Bradley Cooper             | A Star Is Born                           | –                         |
| 14.–20. Woche 7 Wochen (insgesamt 13) | 13                                     | Billie Eilish                          | When We All Fall Asleep, Where Do We Go? | –                         |
| 21. Woche 1 Woche | 1                                      | Rammstein                              | Unbetitelt                               | –                         |
| 22.–23. Woche 2 Wochen (insgesamt 13) | 13                                     | Billie Eilish                          | When We All Fall Asleep, Where Do We Go? | –                         |
| 24. Woche 1 Woche | 1                                      | Avicii                                 | Tim                                      | –                         |
| 25. Woche 1 Woche | 1                                      | Bruce Springsteen                      | Western Stars                            | –                         |
| 26.–28. Woche 3 Wochen (insgesamt 13) | 13                                     | Billie Eilish                          | When We All Fall Asleep, Where Do We Go? | –                         |
| 29.–34. Woche 6 Wochen | 6                                      | Ed Sheeran                             | No.6 Collaborations Project              | –                         |
| 35. Woche 1 Woche | 1                                      | Taylor Swift                           | Lover                                    | –                         |
| 36. Woche 1 Woche | 1                                      | Tool                                   | Fear Inoculum                            | –                         |
| 37.–43. Woche 7 Wochen (insgesamt 10) | 10                                     | Post Malone                            | Hollywood’s Bleeding                     | –                         |
| 44. Woche 1 Woche | 1                                      | Kanye West                             | Jesus Is King                            | –                         |
| 45.–47. Woche 3 Wochen (insgesamt 10) | 10                                     | Post Malone                            | Hollywood’s Bleeding                     | –                         |
| 48. Woche 1 Woche | 1                                      | Coldplay                               | Everyday Life                            | –                         |
| 49.–52. Woche 4 Wochen (insgesamt 29) | 29                                     | Kurt Nilsen & KORK                     | Have Yourself a Merry Little Christmas   | –                         |

## Jahreshitparade
| ← 2018 ← | Liste der Nummer-eins-Hits in Norwegen | Liste der Nummer-eins-Hits in Norwegen | Liste der Nummer-eins-Hits in Norwegen | 2020 →   |
| \| Position# \| Singles \| \| --------- \| ----------------------------------------------------------------------------------------------------------------------------------------------------------------------------------------------------------------------------------- \| \| 1 \| Dance Monkey Tones and I Toni Elizabeth Watson \| \| 2 \| Shallow Lady Gaga & Bradley Cooper Stefani Joanne Angelina Germanotta, Mark Daniel Ronson, Andrew Wyatt Blakemore, Anthony Rossomando \| \| 3 \| Old Town Road Lil Nas X Michael Trent Reznor, Montero Lamar Hill, Atticus Matthew Cowper Ross, Kiowa Roukema \| \| 4 \| Someone You Loved Lewis Capaldi Lewis Marc Capaldi, Benjamin Alexander Kohn, Peter Norman Cullen Kelleher, Thomas Andrew Searle Barnes, Samuel Elliot Roman \| \| 5 \| Bad Guy Billie Eilish Finneas Baird O’Connell, Billie Eilish O’Connell \| \| 6 \| Señorita Shawn Mendes & Camila Cabello Andrew Wotman, Charlotte Emma Aitchison, Karla Camila Cabello Estrabao, Magnus August Høiberg, Benjamin Joseph Levin, Shawn Peter Raul Mendes, Jack Robert Patterson, Alexandra Leah Tamposi \| \| 7 \| Hallo Isah & Dutty Dior Chrisander Bo Rønneseth, Kaleb Isaac Ghebreiesus, Kristoffer Eriemo \| \| 8 \| I Don’t Care Justin Bieber & Ed Sheeran Jason Boyd, Martin Karl Sandberg, Johan Karl Schuster, Justin Drew Bieber, Frederick John Philip Gibson, Edward Christopher Sheeran \| \| 9 \| Sweet but Psycho Ava Max Andreas Andresen Haukeland, Amanda Koci, William Ernest Lobban Bean, Madison Emiko Love, Henry Russell Walter \| \| 10 \| Raske briller Nicolay Ramm Anders Stien Nilsen, Nicolay Andre Ramm \| | |                                        |                                        |          |
| ← 2018 | |                                        |                                        | → 2020 → |
| Position# | Singles |                                        |                                        |          |
| 1 | Dance Monkey Tones and I Toni Elizabeth Watson |                                        |                                        |          |
| 2 | Shallow Lady Gaga & Bradley Cooper Stefani Joanne Angelina Germanotta, Mark Daniel Ronson, Andrew Wyatt Blakemore, Anthony Rossomando                                                                                               |                                        |                                        |          |
| 3 | Old Town Road Lil Nas X Michael Trent Reznor, Montero Lamar Hill, Atticus Matthew Cowper Ross, Kiowa Roukema |                                        |                                        |          |
| 4 | Someone You Loved Lewis Capaldi Lewis Marc Capaldi, Benjamin Alexander Kohn, Peter Norman Cullen Kelleher, Thomas Andrew Searle Barnes, Samuel Elliot Roman                                                                         |                                        |                                        |          |
| 5 | Bad Guy Billie Eilish Finneas Baird O’Connell, Billie Eilish O’Connell |                                        |                                        |          |
| 6 | Señorita Shawn Mendes & Camila Cabello Andrew Wotman, Charlotte Emma Aitchison, Karla Camila Cabello Estrabao, Magnus August Høiberg, Benjamin Joseph Levin, Shawn Peter Raul Mendes, Jack Robert Patterson, Alexandra Leah Tamposi |                                        |                                        |          |
| 7 | Hallo Isah & Dutty Dior Chrisander Bo Rønneseth, Kaleb Isaac Ghebreiesus, Kristoffer Eriemo |                                        |                                        |          |
| 8 | I Don’t Care Justin Bieber & Ed Sheeran Jason Boyd, Martin Karl Sandberg, Johan Karl Schuster, Justin Drew Bieber, Frederick John Philip Gibson, Edward Christopher Sheeran                                                         |                                        |                                        |          |
| 9 | Sweet but Psycho Ava Max Andreas Andresen Haukeland, Amanda Koci, William Ernest Lobban Bean, Madison Emiko Love, Henry Russell Walter                                                                                              |                                        |                                        |          |
| 10 | Raske briller Nicolay Ramm Anders Stien Nilsen, Nicolay Andre Ramm |                                        |                                        |          |